# Acropora torresiana
Acropora torresiana е вид корал от семейство Acroporidae.

## Разпространение и местообитание
Видът е разпространен в Австралия, Нова Каледония и Папуа Нова Гвинея.
Среща се на дълбочина от 2 до 5 m.

## Описание
Популацията на вида е намаляваща.